# 場基站
場基站（：／ Janggi yeok */?）是金浦都市輕軌沿線的一座地下車站，位於韓國京畿道金浦市場基洞。

## 車站結構
站體為2面2線側式月台的地下車站，候車月台設有月台幕門，並有6處出口。

### 月台配置
| 麻山 ↑ |
| \| 上  |
| ↓ 雲陽 |

| 月台 | 路線          | 目的地       |
| ---- | ------------- | ------------ |
| 上行 | ●金浦都市鐵道 | 陽村方向     |
| 下行 | ●金浦都市鐵道 | 金浦機場方向 |

## 歷史
- 2019年9月28日：落成啟用。

## 車站周邊
- 金浦警察署
- 場基稅務署
- 場基中學
- 雲陽中學
- 新高麗醫院
- 漢江中央公園
- 國民年金公團金浦江華支社

## 相鄰車站
金浦都市鐵道
●金浦都市鐵道
麻山（G102）－場基（G103）－雲陽（G104）